# 宇田鄉站
宇田鄉站（日语：／ Utagō eki */?）是位於山口縣阿武郡阿武町大字宇田字長濱，西日本旅客鐵道（JR西日本）的山陰本線車站。

## 歷史
- 1931年（昭和6年）11月15日 - 國有鐵道美禰線此站至奈古站之間開業，此站啟用。為客運和貨運車站。
  - 車站地址為山口縣阿武郡宇田鄉村（日语：宇田郷村）大字宇田字長濱。
- 1933年（昭和8年）2月24日 - 山陰本線此站至須佐駅之間開業，同日部分美禰線編入至山陰本線。
- 1955年（昭和30年）1月1日 - 隨著阿武町成立，車站地址為現時位置。
- 1963年（昭和38年）2月1日 - 終止貨物起卸業務。
- 1987年（昭和62年）4月1日 - 伴隨國鐵分割民營化，車站由西日本旅客鐵道（JR西日本）營運。
- 2013年（平成25年）7月28日 - 發生暴雨（日语：平成25年7月28日の島根県と山口県の大雨），包含此站在內，益田站至長門市站之間暫停服務。（奈古站至須佐站在同年8月10日重開。[1]）

## 使用狀況
以下為近年1日平均乘車人次列表：
| 乘車人次變化 | 乘車人次變化    |
| 年度         | 1日平均乘車人次 |
| ------------ | --------------- |
| 1999         | 37              |
| 2000         | 39              |
| 2001         | 31              |
| 2002         | 25              |
| 2003         | 26              |
| 2004         | 31              |
| 2005         | 31              |
| 2006         | 28              |
| 2007         | 24              |
| 2008         | 22              |
| 2009         | 17              |
| 2010         | 16              |
| 2011         | 18              |
| 2012         | 19              |
| 2013         | 17              |
| 2014         | 12              |
| 2015         | 10              |
| 2016         | 8               |
| 2017         | 7               |
| 2018         | 7               |

## 車站構造
車站是一座地面車站，設有2面2線的相對式月台，可進行列車交會。
現時車站大樓已經折毀，現時只設有候車室。車站沒有站前廣場，在車站對出已經是國道191號。

## 車站周邊
車站位於宇田、惣鄉兩地區中間。車站周邊沒有民居。在站前可望見廣寬的日本海。
- 惣鄉川橋梁
- 宇田郵局

## 相鄰車站
西日本旅客鐵道
■山陰本線
須佐－宇田鄉－木與

## 注腳
1. ↑  山陰線（須佐～奈古駅間）、山口線（地福～津和野駅間）の運転再開見込みなどについて （页面存档备份，存于） - 西日本旅客鐵道新聞發布，2014年7月16日
2. ↑  山口縣統計年鑑

## 外部連結
- 宇田鄉｜車站資訊：JR出門網 - 西日本旅客鐵道